# Wangels
Wangels település Németországban, Schleswig-Holstein tartományban. Lakosainak száma 2265 fő (2023. december 31.).

## Népesség
A település népességének változása:
| Lakosok száma | 2600 | 2159 | 2167 | 2224 | 2220 | 2265 |
|               | 1975 | 2017 | 2019 | 2021 | 2022 | 2023 |